# Палаумянис
Палаумянис (лит. Palaumenys) — село в восточной части Литвы, входит в состав Пабрадского староства Швянчёнского района. По данным переписи 2011 года, население Палаумяниса составляло 5 человек.

## География
Село расположено в юго-западной части района на берегу озера Лаумянай. Расстояние до города Швенчёнис составляет 44 км, до города Пабраде — 7 км.

## Население
| 1905                           | 1931 | 1959 | 1970 | 1979 | 1989 | 2001 | 2011 |
| ------------------------------ | ---- | ---- | ---- | ---- | ---- | ---- | ---- |
| 2                              | 18   | 12   | 9    | 5    | 3    | 3    | 5    |
| Гистограмма динамики населения |      |      |      |      |      |      |      |